# Moondawn
Albums de Klaus Schulze
Timewind
(1975) Body Love
(1977)
Moondawn est le sixième album studio du musicien allemand Klaus Schulze. Il est sorti le 16 avril 1976 sur le label RCA et a été produit par Klaus Schulze.

## Historique
Enregistré en janvier 1976 aux Panne-Paulsen studios de  Francfort avec Harald Grosskopf (ex-Ash Ra Tempel et Wallenstein) à la batterie, il a été publié en avril sur le label français Isadora, et distribué par RCA Records. Le pressage français original a la particularité de contenir un poster du musicien au milieu de ses instruments. Moondawn, après Timewind, sera à nouveau un grand succès.
Floating, face 1 de l'album, commence par une litanie du Notre Père catholique en arabe :

« Abana L Lazi fi samawat, Li yatakadass Ismouka, Li ya’ti malakoutouka, Litakon Machi’atouka,Kama fil sama’i, kazalika a3la L ard, A3tina khobzana, kafafa yawmina, Wa ghfér lana zounoubana wa khatayana, Kama nahnou nagfér liman assa’a Ilayna, la todkhilna fi tajareb, Lakin najjina mina L sherrir,Amin. »

Le parti pris d'insérer cette prière au début de cette longue odyssée de l'esprit privilégie l'appel à la méditation plutôt qu'un quelconque prosélytisme religieux. Klaus Schulze souligne l'importance de la sonorité des mots dans cette ouverture.

## Titres
- Tous les titres sont composés par Klaus Schulze

Face 1
| No | Titre    | Durée |
| -- | -------- | ----- |
| 1. | Floating | 27:15 |

Face 2
| No | Titre      | Durée |
| -- | ---------- | ----- |
| 2. | Mindphaser | 25:22 |

Titre bonus sur la réédition parue en 2006
| No | Titre             | Durée |
| -- | ----------------- | ----- |
| 2. | Floating Sequence | 21:11 |

## Musiciens
- Klaus Schulze : Big Moog Modular, ARP 2600, ARP Odyssey, EMS Synthi A, Farfisa Syntorchestra, Farfisa Professional duo et claviers Crumar.
- Harald Grosskopf : batterie, percussions.